# 뮤지컬 영화

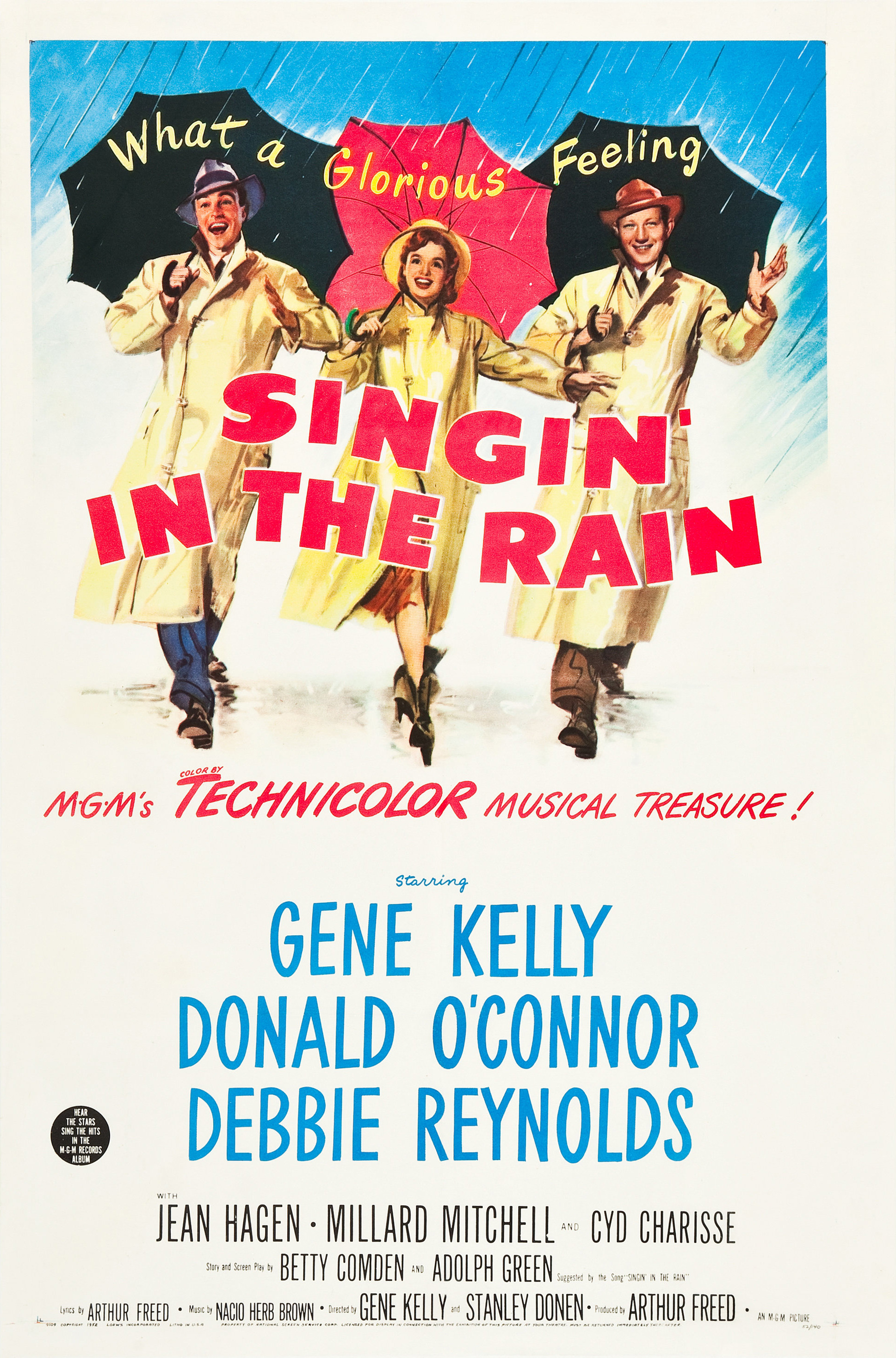
사랑은 비를 타고

뮤지컬 영화(Musical film)는 영화의 장르 중 하나로, 이야기에 혼재하여 배우가 노래를 부르는 형식을 가리킨다.
노래는 일반적으로 줄거리를 전진시키거나 영화속 등장인물들을 발전시키는 역할을 한다.

## 같이 보기
- 뮤지컬
- 영화